# Zénón z Eleje
Zénón z Eleje (řecky Ζήνων ὁ Ἐλεάτης) (cca 490 př. n. l.? – cca 430 př. n. l.?)
byl předsókratovský řecký filosof. Patřil k jihoitalské tzv. elejské škole, jejíž vůdčí postavou byl Zénónův učitel a přítel Parmenidés. Často se označuje pouze jako Zenón a pak ovšem snadno zamění s mladším Zénónem z Kitia, zakladatelem stoicismu. Již od antiky je Zenón z Eleje znám především díky svým paradoxům, které měly podpořit Parmenidovo učení a popřít učení Pythagorovo.

## Učení
O Zénónově životě nevíme téměř nic. Je sice jednou z postav Platónova dialogu Parmenidés, ovšem Platónovi v dialozích nešlo o věrné zobrazení skutečných osob. Aristotelés jej označil za objevitele dialektiky. Svůj hlavní úkol spatřoval v obhajobě Parmenidovy nauky o nedělitelnosti bytí a nemožnosti pohybu; snažil se dokázat, že přijetí opaku vede k neřešitelným rozporům. Pomocí dialektiky dokázal rozebrat a rozostřit argumenty protivníků, takže se jevily pochybné a rozporuplné – proslulé jsou zejména dva argumenty, o nichž hovoří Aristotelés ve Fyzice, které jsou součástí tzv. Zenónových paradoxů:
1. Závod Achilla se želvou
Achillés stojí v bodě A a želva před ním v bodě B. Achillés je rychlejší, ale když doběhne do bodu B, je želva již v bodě C. Když je Achilles v bodě C, je želva už v bodě D. Vzdálenosti mezi body se neustále snižují, ale podle Zénóna Achilles želvu nikdy nedohoní.
2. Letící šíp
 Letící šíp pozorovaný v jakýkoliv okamžik svého pohybu se nachází na jednom místě, v kterém je de facto v klidu. Pokud je ale v klidu v každém okamžiku svého letu, znamená to, že je v klidu i v čase, což znamená, že se nepohybuje.

Jak je z argumentace zřejmo, Zénón radikálně upřednostňuje formální myšlení před smyslovým vnímáním. Kromě těchto argumentů předložil Zénón mnoho dalších (Proklos hovoří až o 40 paradoxech). Z dnešního hlediska by se mohlo zdát, že si fyzici a matematici s jeho argumenty poradí; nějaký čas se mělo za to, že se to podařilo Newtonovi a Leibnizovi s objevem diferenciálního a integrálního počtu. Součet nekonečné řady může sice být v současném pojetí konečný, jenže staří Řekové byli přesvědčeni, že nekonečná řada je nesmysl, protože se v konečném čase nedá dopočítat do konce. Z filozofického hlediska dokázal ovšem Zénonovy paradoxy popřít již Aristoteles.

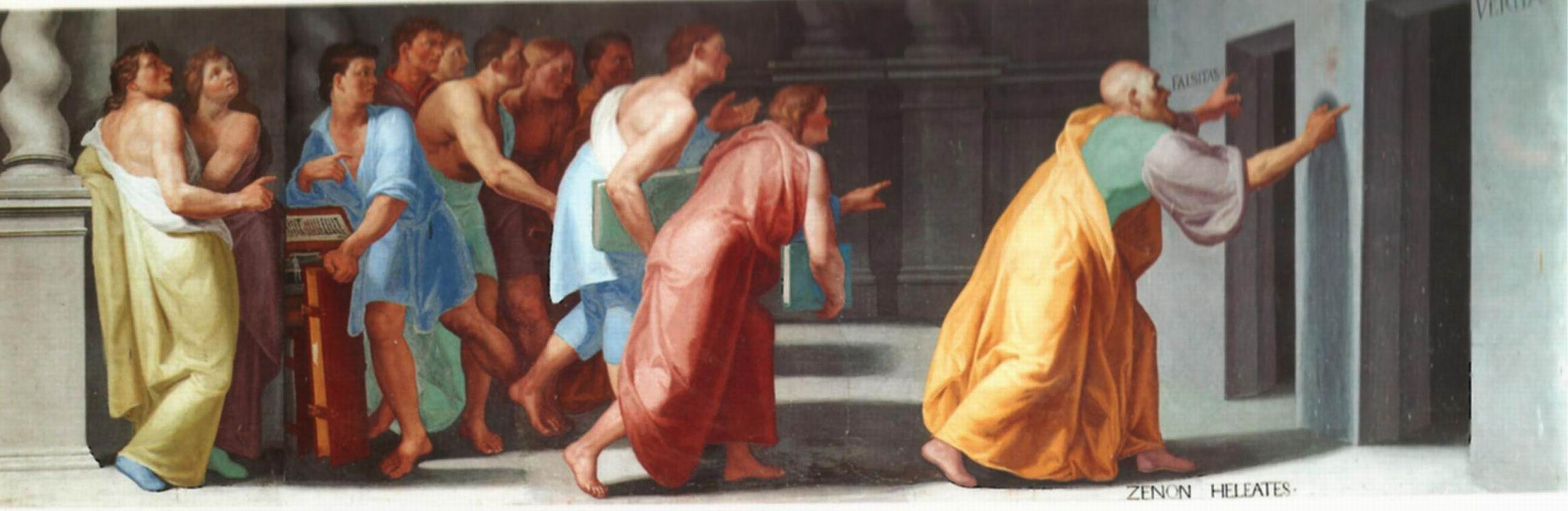
Zénón z Eleje (vpravo) ukazuje mladým dveře k pravdě